# 南陽戰鬥
南陽戰鬥發生於1939年5月12日－20日，地點則是在中國豫南一帶。是抗日戰爭主要戰鬥之一，交戰一方為守軍之國民革命軍，另一方則為日軍。